# NGC 5111
NGC 5111 est une galaxie lenticulaire située dans la constellation de la Vierge. Sa vitesse par rapport au fond diffus cosmologique est de 5 827 ± 30 km/s, ce qui correspond à une distance de Hubble de 85,9 ± 6,03 Mpc (∼280 millions d'al). NGC 5111 a été découverte par l'astronome britannique William Herschel en 1784. Cette galaxie a aussi été observée par l'astronome américain Lewis Swift le 3 juin 1886 et elle a été inscrite au New General Catalogue sous la cote NGC 5110.
En raison d'une brillance de surface égale à 14,63 mag/am2, on peut qualifier NGC 5111 de galaxie à faible brillance de surface (LSB en anglais pour low surface brightness). Les galaxies LSB sont des galaxies diffuses (D) avec une brillance de surface inférieure de moins d'une magnitude à celle du ciel nocturne ambiant.
À ce jour, une mesure non basée sur le décalage vers le rouge (redshift) donne une distance d'environ 41,300 Mpc (∼135 millions d'al). Cette valeur est à l'extérieur des valeurs de la distance de Hubble. Notons que c'est avec la valeur moyenne des mesures indépendantes, lorsqu'elles existent, que la base de données NASA/IPAC calcule le diamètre d'une galaxie.